# District de Rieux
Le district de Rieux est une ancienne division territoriale française du département de la Haute-Garonne de 1790 à 1795.
Il était composé des cantons de Rieux, Carbonne, Cazeres, Fousseret, Gaillac, Montesquieu et Saint Sulpice.